# Качари (язык)
Качари – язык народа качари, относится к группе бодо-гаро тибето-бирманских языков. Распространён на северо-востоке Индии, в штатах Ассам (округа Горы Северный Качар и Качар) и Нагаленд (округа Кохима и Димапур). По данным справочника Ethnologue имеется 59 000 носителей. Лишь около 30% всех представителей народа качари говорят на языке как на родном, во многих местах он был вытеснен ассамским языком.